# Piotr Massalski (major)
Piotr Antoni Massalski (ur. 17 czerwca?/29 czerwca 1894 w Merefie, zm. 4–7 kwietnia 1940 w Katyniu) – major kawalerii Wojska Polskiego, kawaler Orderu Virtuti Militari, ofiara zbrodni katyńskiej.

## Życiorys
Syn Stanisława i Marii ze Straszewiczów, urodzony w Merefie, w ówczesnej guberni charkowskiej. Absolwent gimnazjum (1914) i Oficerskiej Szkoły Kawalerii w Jelizawetgradzie (1915). Walczył na froncie w armii rosyjskiej do 1917. Jako porucznik wstąpił do I Korpusu Polskiego, do Oficerskiego Legionu Jazdy. Walczył z bolszewikami w składzie Pułku Ułanów 4 Dywizji Strzelców Polskich, który w sierpniu 1919 został przemianowany na 14 Pułk Ułanów Jazłowieckich. Po powrocie do kraju w 1918, wraz z pułkiem brał udział w walkach na Ukrainie i ofensywie na Kijów. Dowodził 2. szwadronem. Wyróżnił się między innymi w dniach 4 i 5 października 1919 w czasie wypadu na Jaruń, 25–27 kwietnia 1920 podczas zagonu na Koziatyn oraz 1 czerwca w szarży pod Antonowem. 19 sierpnia, po zranieniu majora Jerzego Bardzińskiego, objął dowództwo pułku. 27 sierpnia 1920 sam został ranny pod Chłopiatynem. W 1921 został uhonorowany Krzyżem Srebrnym Orderu Wojskowego Virtuti Militari, a we wniosku o nadanie tego odznaczenia, napisano m.in.:

2 sierpnia 1920 r. w bitwie pod wsią Srebrną, na czele dwóch spieszonych szwadronów, brawurowym atakiem zdobył groblę bronioną przez pułk piechoty bolszewickiej, po którego rozbiciu pierwszy wdarł się do wsi, biorąc licznych jeńców i trofea.

W okresie międzywojennym pełnił służbę w 24 pułku ułanów. 3 maja 1922 został zweryfikowany w stopniu rotmistrza ze starszeństwem z 1 czerwca 1919 i 111. lokatą w korpusie oficerów jazdy (od 1924 – kawalerii). Następnie został przeniesiony do 20 pułku ułanów w Rzeszowie. W 1925 ukończył kurs w CSKaw w Grudziądzu. 12 kwietnia 1927 został mianowany na stopień majora ze starszeństwem z 1 stycznia 1927 roku i 7. lokatą w korpusie oficerów kawalerii. W 1928 był dowódcą szwadronu zapasowego 20 pułku ułanów. W lipcu 1929 został przeniesiony macierzyście do kadry oficerów kawalerii z równoczesnym przeniesieniem służbowym na stanowisko rejonowego inspektora koni w Równem. Na tym stanowisku pełnił służbę do roku 1939.
W czasie kampanii wrześniowej, po agresji ZSRR na Polskę z 17 września 1939, w nieznanych okolicznościach wzięty do niewoli sowieckiej. W kwietniu 1940 przebywał w obozie jenieckim w Kozielsku. Między 3 a 5 kwietnia 1940 przekazany do dyspozycji naczelnika Zarządu NKWD Obwodu Smoleńskiego – lista wywózkowa bez numeru z 2 kwietnia 1940, trzecia, pozycja 98. Został zamordowany między 4 a 7 kwietnia 1940 w lesie katyńskim przez funkcjonariuszy Obwodowego Zarządu NKWD w Smoleńsku oraz pracowników NKWD przybyłych z Moskwy na mocy decyzji Biura Politycznego KC WKP(b) z 5 marca 1940. Ofiary tej zbrodni grzebano w bezimiennych mogiłach zbiorowych, gdzie od 28 lipca 2000 mieści się oficjalnie Polski Cmentarz Wojenny w Katyniu. W miejscu tym prowadzone były ekshumacje i prace archeologiczne. Najprawdopodobniej zidentyfikowany podczas ekshumacji nadzorowanych przez Niemców w 1943 pod numerem 123 – dosł. opisany jako Masaljoni Piotr (raport dzienny z 15 kwietnia 1943). Przy odnalezionych szczątkach ujawniono: pocztówkę oraz listy. Na liście Komisji Technicznej PCK pod numerem 0119, opisany jako Massaljoni Piotr.
5 października 2007 minister obrony narodowej Aleksander Szczygło mianował go pośmiertnie na stopień podpułkownika. Awans został ogłoszony 9 listopada 2007 w Warszawie, w trakcie uroczystości „Katyń Pamiętamy – Uczcijmy Pamięć Bohaterów”.

### Życie prywatne
Piotr Massalski był żonaty z Heleną z Lutostańskich, z którą miał córkę Marię.

## Ordery i odznaczenia
- Krzyż Srebrny Orderu Wojskowego Virtuti Militari nr 1952 – 1921[7][1][2]
- Krzyż Niepodległości – 20 lipca 1932[29]
- Krzyż Walecznych[30][31][32][33]
- Złoty Krzyż Zasługi – 25 maja 1939[34][32]
- Medal Pamiątkowy za Wojnę 1918–1921[35]
- Medal Dziesięciolecia Odzyskanej Niepodległości[35]
- Odznaka Pamiątkowa I Korpusu Polskiego w Rosji[35]
- Odznaka za Rany i Kontuzje[35]
- Medal Zwycięstwa („Médaille Interalliée”)[36][30]